# Hapalodectes
Hapalodectes és un gènere extint de mamífers mesonics de la família dels hapalodèctids que visqueren a Àsia i Nord-amèrica des del Paleocè mitjà fins a l'Eocè mitjà, fa entre 37,2 i 61,7 milions d'anys. Se n'han trobat restes fòssils als Estats Units, Mongòlia i la Xina. Evolucionaren a Àsia i des d'allí passaren a Nord-amèrica durant l'Eocè. Eren de la mida d'una rata. La gran semblança de les seves dents amb les dels cetacis primitius feu que alguns científics reconeguessin Hapalodectes com a candidat a ser l'avantpassat dels cetacis. El nom genèric Hapalodectes significa ‘mossegador tou’.